# Lista tabletów
Listy tabletów różnych producentów.
- Lista tabletów marki Acer – tablety wyprodukowane przez tajwańskie przedsiębiorstwo Acer.
- Lista tabletów marki Alcatel – tablety wyprodukowane przez francuskie przedsiębiorstwo Alcatel-Lucent.
- Lista tabletów marki Allview – tablety wyprodukowane przez rumuńskie przedsiębiorstwo Allview[1].
- Lista tabletów marki Apple – tablety wyprodukowane przez amerykańskie przedsiębiorstwo Apple.
- Lista tabletów marki Archos – tablety wyprodukowane przez francuskie przedsiębiorstwo Archos.
- Lista tabletów marki Asus – tablety wyprodukowane przez tajwańskie przedsiębiorstwo ASUS.
- Lista tabletów marki Blow – tablety wyprodukowane przez polskie przedsiębiorstwo BLOW[2].
- Lista tabletów marki Goclever – tablety wyprodukowane przez polskie przedsiębiorstwo Sunkraft Sp. z o.o.[3]
- Lista tabletów marki Huawei – tablety wyprodukowane przez chińskie przedsiębiorstwo Huawei.
- Lista tabletów marki LG – tablety wyprodukowane przez południowokoreańskie przedsiębiorstwo LG Group.
- Lista tabletów marki Lenovo – tablety wyprodukowane przez chińskie przedsiębiorstwo Lenovo.
- Lista tabletów marki Microsoft – tablety wyprodukowane przez amerykańskie przedsiębiorstwo Microsoft.
- Lista tabletów marki Prestigio – tablety wyprodukowane przez cypryjskie przedsiębiorstwo ASBIS[4][5].
- Lista tabletów marki Samsung – tablety wyprodukowane przez południowokoreańskie przedsiębiorstwo Samsung.
- Lista tabletów marki Sony – tablety wyprodukowane przez japońskie przedsiębiorstwo Sony.